# IC 2526
IC 2526 ist eine linsenförmige Galaxie vom Hubble-Typ SB0 im Sternbild Luftpumpe am Südsternhimmel, die schätzungsweise 114 Millionen Lichtjahre von der Milchstraße entfernt ist.
Das Objekt wurde im 30. Dezember 1897 von Lewis Swift entdeckt.